# Karine Teles

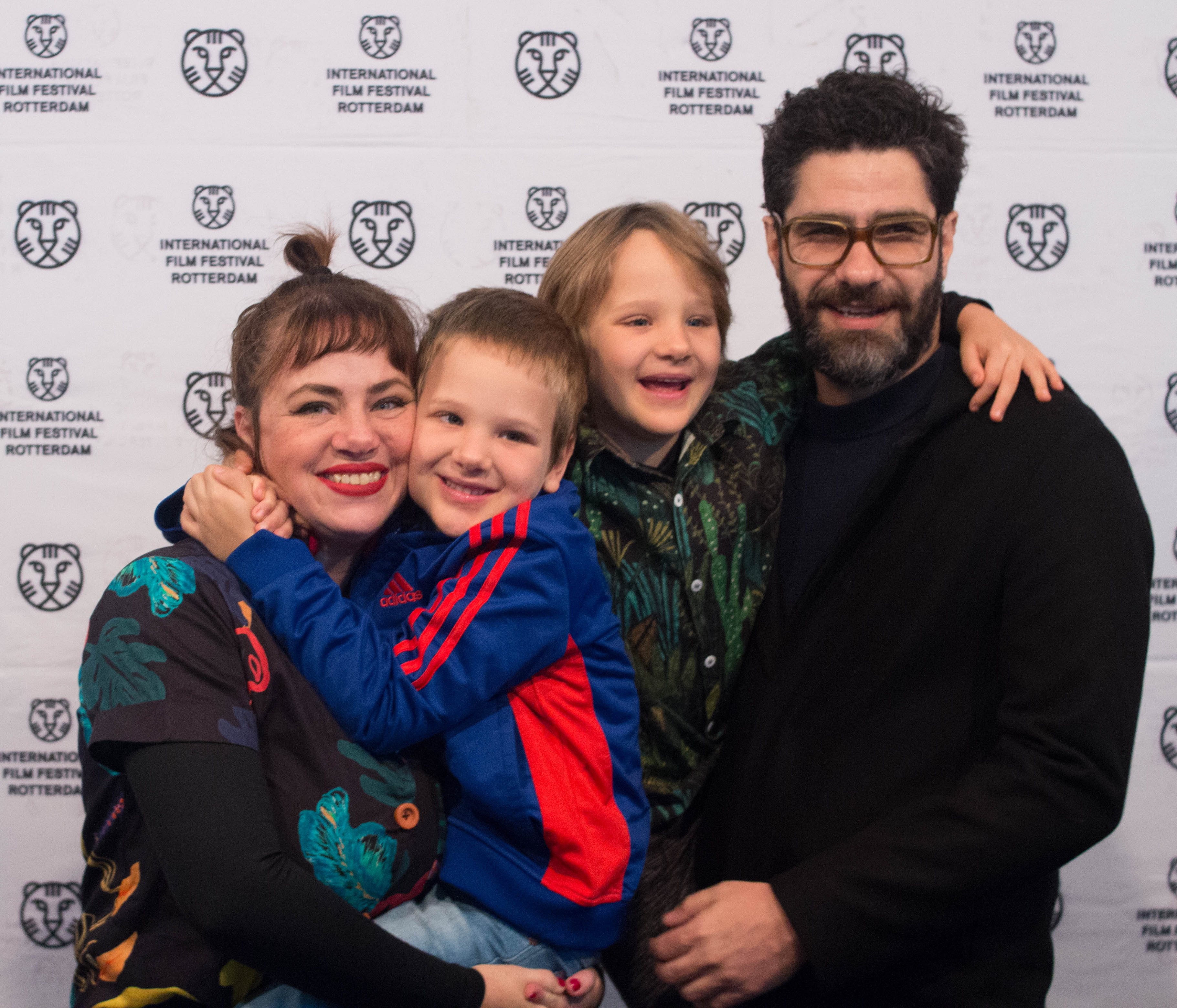
El director, Gustavo Pizzi, junto a parte del reparto de su película Siempre juntos: Karine Teles y sus hijos mellizos, en el Festival Internacional de Cine de Róterdam de 2018.

Karine Teles (Petrópolis, Brasil, 16 de agosto de 1978) es una actriz brasileña. Conocida por su trabajo en la película Que Horas Ela Volta?, en 2018 rodó la película Siempre juntos, dirigida por Gustavo Pizzi.

## Filmografía

### Películas
| Año  | Título                    | Carácter          | Nota         |
| ---- | ------------------------- | ----------------- | ------------ |
| 2002 | Madame Satã               |                   |              |
| 2005 | Jaz Aqui jaz Un Liberdade | Cortometraje      |              |
| 2009 | Vida de Balconista        |                   |              |
| 2010 | Riscado                   | Branca            |              |
| 2012 | Feijoada Completa         | Milene            | Cortometraje |
| 2013 | O Lobo atrás da Porta     | Professora Arlete |              |
| 2014 | Quinze                    | Raquel            | Cortometraje |
| 2015 | Que Horas Ela Volta?      | Bárbara           |              |
| 2015 | Aspirantes                | Sandra            |              |
| 2017 | Fala Comigo               | Angela            |              |
| 2018 | Siempre juntos            | Irene             |              |

### Televisivo
| Año  | Título               | Carácter         | Nota                        |
| ---- | -------------------- | ---------------- | --------------------------- |
| 1999 | Malhação             |                  | Cameo                       |
| 2009 | Mateus, o Balconista |                  | Episodio: "Filme de Adulto" |
| 2013 | Tan Canalhas         | Helena           | Episodio: "Roberta"         |
| 2015 | A regra do jogo      | Sumara Mitta     |                             |
| 2017 | Filhos da Pátria     | Madame Dechirré  |                             |
| 2025 | Vale Tudo            | Aldeíde Candeias |                             |